# Авиаудар американской коалиции по Дайр-эз-Заур
Авиаудар американской коалиции по Дайр-эз-Зору — серия авиаударов, нанесённых по позициям в аэропорту Дейр-эз-Зора в (восточная часть Сирии) 17 сентября 2016 года подразделениями военно-воздушных сил США и их союзников, осуществляющих военное вмешательство в Сирии без санкции Совета безопасности ООН в ходе продолжительного гражданского противостояния в этой стране. Привела к гибели приблизительно 106 человек, большинство жертв составляют военнослужащие сирийских правительственных войск (САА), осуществлявшие массированное наступление на позиции террористических группировок «Джабхат ан-Нусра» и ИГ в ходе боёв за Дайр-эз-Заур; примерно 110 человек получили ранения.
Военные США сообщили, что целью удара были боевики ИГ, а сирийские правительственные войска пострадали из-за ошибки.
Российская Федерация выступила с категорическим осуждением авиаудара и созвала внеочередное заседание Совбеза ООН. Этот авиаудар фактически свёл на нет все результаты переговорного процесса в рамках межсирийского урегулирования, достигнутые 8-10 сентября по итогам двусторонних встреч С. Лаврова и Д. Керри в Женеве.

## Предпосылки
Дэйр-эз-Заур является одним из основных форпостов сирийских правительственных войск в восточной части Сирии. В мае 2015 года формирования боевиков-исламистов предприняли наступление, в результате которого ими была захвачена Пальмира и населённые пункты, расположенные в окрестностях Дэйр-эз-Заур. В итоге город оказался в осаде. Единственная возможность доставить гражданскому населению гуманитарную помощь заключалась в транспортировке грузов с помощью вертолётов. Боевики ИГ предпринимали попытки остановить поставки гуманитарной помощи путём ежедневных обстрелов авиабазы. Тем не менее, все их попытки проваливались благодаря тому, что аэропорт Дэйр-эз-Заур защищали подразделения Республиканской гвардии. Основные силы защитников были представлены 104-й воздушной бригадой под командованием бригадного генерала Иссама Захреддина. В результате слаженных действий этой бригады население Дэйр-эз-Заур и подразделения наземного контингента САА продолжили получать гуманитарную помощь и продукты питания. Также, поставки гуманитарной помощи по воздуху стали более регулярными и безопасными в связи с тем, что сирийские правительственные войска установили контроль над горной грядой Тарда, откуда наносили артиллерийские удары по позициям ИГ с целью воспрепятствовать их обстрелам вертолётов, взлетающих с авиабазы.
Сирийское правительство неоднократно подчёркивало, что считает аэропорт Дэйр-эз-Заур и его окрестности одним из ключевых стратегических пунктов в борьбе с террористами. К моменту начала авиаудара США уже на протяжении пяти дней действовало соглашение о прекращении огня, заключённое по итогам двусторонних переговоров российской и американской сторон в рамках женевского переговорного процесса по Сирии. В рамках достигнутых соглашений было также оговорено создание особой «Совместной группы по осуществлению» (англ. Joint Implementation Group), которая должна была осуществлять координацию ударов ВКС РФ и военной авиации США и их союзников по позициям террористических группировок, на которых, по взаимному согласию переговорщиков, не распространялся режим прекращения огня («Джабхат ан-Нусра» и ИГ).

### Обвинения в декабре 2015 года
Ранее, в декабре 2015 года представители сирийского правительства выступили с обвинением в адрес американского военного контингента, заявив о том, что войска США в Сирии убили троих сирийских военнослужащих. По словам сирийских властей, ещё 13 человек получили ранения в результате атаки американских войск в районе правительственного лагеря в мухафазе Дэйр-эз-Заур. По признанию американской стороны, они постоянно проводят атаки против сил террористов, однако с момента начала гражданской войны не координируют свои действия с САА, так как сами намерены свергнуть президента Башара Асада.

## Авиаудар
17 сентября 2016 года авиация коалиции, возглавляемой США, нанесла авиаудар по сирийским войскам. Авиаудар причинил существенный ущерб позициям сирийской армии в горной гряде Тарда и в районе стратегически значимой авиабазы. В результате погибли 62 сирийских военнослужащих. Россия и Сирия отметили, что удар был нанесён сознательно и носил провокационный характер. В конце сентября правительственное новостное агентство Al Masdar News отметило, что общее число жертв авианалёта составило 106 человек. Министерство обороны России заявило, что удар был нанесён посредством четырёх военных самолётов, в частности, двумя штурмовиками A-10 «Тандерболт», при поддержке с воздуха двумя истребителями F-16. Американский центр военно-воздушного командования заявил, что налёт был произведён силами американской, датской, австралийской и британской авиации. Однако командование датскими ВВС отвергло обвинения в том, что их авиация наносила удары по сирийским правительственным войскам; вскоре их примеру последовали и британские ВВС.
Российская сторона вскоре после удара в рамках договорённости о совместном использовании координационной «горячей линии» по ведению военной операции в Сирии позвонила в штаб центрального командования США в Катаре, однако не смогла получить информацию о назначенных для воздушной бомбардировки координатах. Тем не менее, оперативная связь российских военных с ЦК США в Катаре тут же привела к прекращению авиаударов по сирийским правительственным войскам, по замечанию представителя американского командования, хотя до этого было нанесено «уже значительное число ударов».
Координация действий США и ИГ
По замечанию сирийской и российской сторон, боевики террористических организаций действовали в тесной координации с американскими разведслужбами, располагавшимися в зоне боевых действий. Вскоре сирийское правительство объявило о том, что обладают неопровержимыми доказательствами того, что незадолго до авиаудара коалиции по подразделениям правительственной армии близ Дэйр-эз-Заура американские военные вели переговоры с террористами ИГ. Председатель Народного совета Сирии Хадия Аббас заявила, что именно американцы направили бригаду ИГ в наступление в нужный момент. Она пообещала опубликовать компрометирующую аудиозапись переговоров американцев и ИГ, но не сделала это.

### Результаты
По данным иранских военных источников, через семь минут после авиаудара со стороны американской коалиции боевые бригады ИГ предприняли атаку позиций САА в горах Тарда, вскоре боевики захватили горную гряду. Тем не менее, в конце дня массированное совместное авианаступление, предпринятое российскими ВКС и сирийскими ВВС, привели к тому, что 38 боевиков были ликвидированы. В итоге САА отвоевала все утраченные позиции. Также была заново взята высота Тал Крум. В продолжение боестолкновений сирийский МИГ был сбит боевиками ИГ над этими горами.
На следующий день 18 сентября ИГ снова захватил высоты, в результате чего была создана непосредственная угроза потери стратегически значимых позиций в окрестностях авиабазы, с которой происходила поставка гуманитарной помощи осаждённым жителям Дэйр-эз-Заура. ИГ также захватил артиллерийский батальон к югу от аэропорта.
В начале октября САА предприняла наступление с целью освободить высоты Джабал Тардех.

## Международная реакция
Авиаудар американской коалиции по силам САА, сосредоточенным вокруг аэропорта Дэйр-эз-Заур, привёл к напряжённости в отношениях между Россией и США и к срыву достигнутой договорённости о прекращении огня, достигнутой между Лавровым и Керри по итогам двусторонних переговоров в Женеве 8-10 сентября. Впрочем, через считанные часы после инцидента Пентагон выступил с разъяснением, в котором отметил, что «в Сирии сложная ситуация, где есть разные военные силы, находящиеся поблизости друг от друга. Но силы коалиции не стали бы сознательно наносить удары по известным подразделениям сирийской армии. Коалиция рассмотрит этот удар и обстоятельства, при которых он был нанесен, чтобы извлечь из этого уроки».
19 сентября сирийское правительство, реагируя на авиаобстрел своих войск, объявило о том, что соглашение о прекращении огня утрачивает силу с 19:00 по местному времени.
Осуждение Россией
Россия оперативно и решительно осудила авиаудар американской коалиции по сирийским правительственным войскам во время важной стадии боёв за Дэйр-эз-Заур. В частности, директор информации и печати МИД России Мария Захарова отметила, что «действия пилотов коалиции находятся на грани между преступной халатностью и прямым потворствованием террористам ИГИЛ».

### Созыв Совбеза ООН
По инициативе Российской Федерации была срочно созвана консультативная встреча Совета Безопасности ООН, посвященная вопросу обстрела американской коалицией подразделений САА в аэропорту Дэйр-эз-Заура. Во время выступления постпреда России в Совбезе ООН Виталия Чуркина представительница США Саманта Пауэр покинула зал заседаний и заявила репортёрам, что не согласна с самим фактом созыва внеочередного совещания, назвав инициативу России «циничной и лицемерной». Она вернулась в зал только к окончанию речи Чуркина, который, в свою очередь, симметрично реагируя на поступок Пауэр, покинул зал, отметив впоследствии, что ему «стало неинтересно слушать, как она будет обвинять нас во всех смертных грехах».
Осуждение Россией поведения американских дипломатов
Днём 18 сентября министерство иностранных дел России выступило с осуждением поведения дипломатов США во время созыва экстренной встречи Совета Безопасности ООН, заявив следующее: «Вызывает сожаление неконструктивная и невнятная позиция США на экстренно созванном по инициативе России заседании СБ ООН. Американские представители не только оказались не в состоянии дать адекватного объяснения произошедшему, но и пытались по их обыкновению перевернуть все с ног на голову».
Заявление Чуркина
В. Чуркин на заседании Совбеза ООН частично обнародовал пункты конфиденциального российско-американского соглашения по Сирии, заключённого 8-10 сентября, в частности, озвучив пункт о необходимости провести разграничение территорий, которые находятся под безусловным контролем так называемой умеренной оппозиции, которая пользуется поддержкой Вашингтона, и радикальных террористических группировок «Джабхат ан-Нусра» и ИГ, против которых российские и американские стороны должны действовать в условиях точной и чёткой координации военных действий. По сообщению Чуркина, «Совместная группа по осуществлению» должна была приступить к работе 19 сентября, но, по его словам, американцы не хотели ждать два дня и нанесли авиаудар по сирийским войскам, поскольку им необходимо было создать повод для срыва совместной координации действий с ВКС РФ и правительством Башара Асада, от прямых контактов с которым США и их союзники, осуществляющие незаконную интервенцию, отказывались с самого начала гражданской войны.

## Удар по гумконвою в Урум-эль-Кубра под Алеппо
Вскоре последовал новый удар, вызвавший большой резонанс и спровоцировавший новые споры. В этот же день приблизительно в 20:00 гуманитарный конвой, отправленный при поддержке ООН и организации сирийского арабского Красного полумесяца в Алеппо для помощи осаждённому гражданскому населению, подвергся бомбардировкам со стороны американского контингента. Атака гумконвоя имела место в окрестностях контролируемого боевиками-мятежниками из «Джабхат-ан-Нусра» города Урум-эль-Кубра, который располагается в 15 километров от Алеппо. Тем не менее, представители вооружённых сил США и их союзников выдвинули обвинения в разгроме конвоя с гуманитарной помощью в адрес сирийского правительства и России. Впоследствии Госдепартамент США выступил с заявлением о том, что удар по гумконвою под Алеппо якобы со стороны сирийских правительственных форм (никаких фактических доказательств этому обвинению, однако, не было предъявлено) послужил причиной для срыва соглашения о прекращении насильственных действий и прекращению двусторонних переговоров США и России по сирийскому мирному урегулированию.
В начале октября был опубликован доклад независимых экспертов при целевых группах Международной группы поддержки Сирии (МГПС), в котором утверждалось, что нападение на гуманитарный конвой под Алеппо являлось тщательно подготовленной заранее инсценировкой атаки. Такой вывод был сделан на основании проведённого сравнительного анализа фото- и видеоматериалов нападения, которые были официально обнародованы в СМИ. Также группа экспертов при МГПС рассмотрела видео, снятое сопровождавшим гумконвой беспилотником ВКС Российской Федерации. На видео фигурирует «автомобиль с прицепом, в котором ясно распознается миномет большого калибра», который «перемещается под прикрытием гуманитарного конвоя».